# Partido Democrática Republica de Timor

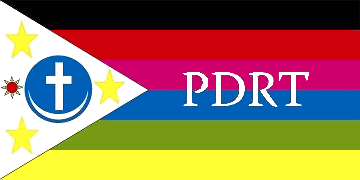
Flagge der PDRT

Die Partido Democrática Republica de Timor PDRT (Demokratische Republikanische Partei von Timor, andere Schreibweise: Partido Democratika Republica de Timor) ist eine Partei in Osttimor. 2023 wurde der PDRT vom Obersten Gericht Osttimors (Tribunal de Recurso) der Status als Partei aberkannt.

## Mitglieder

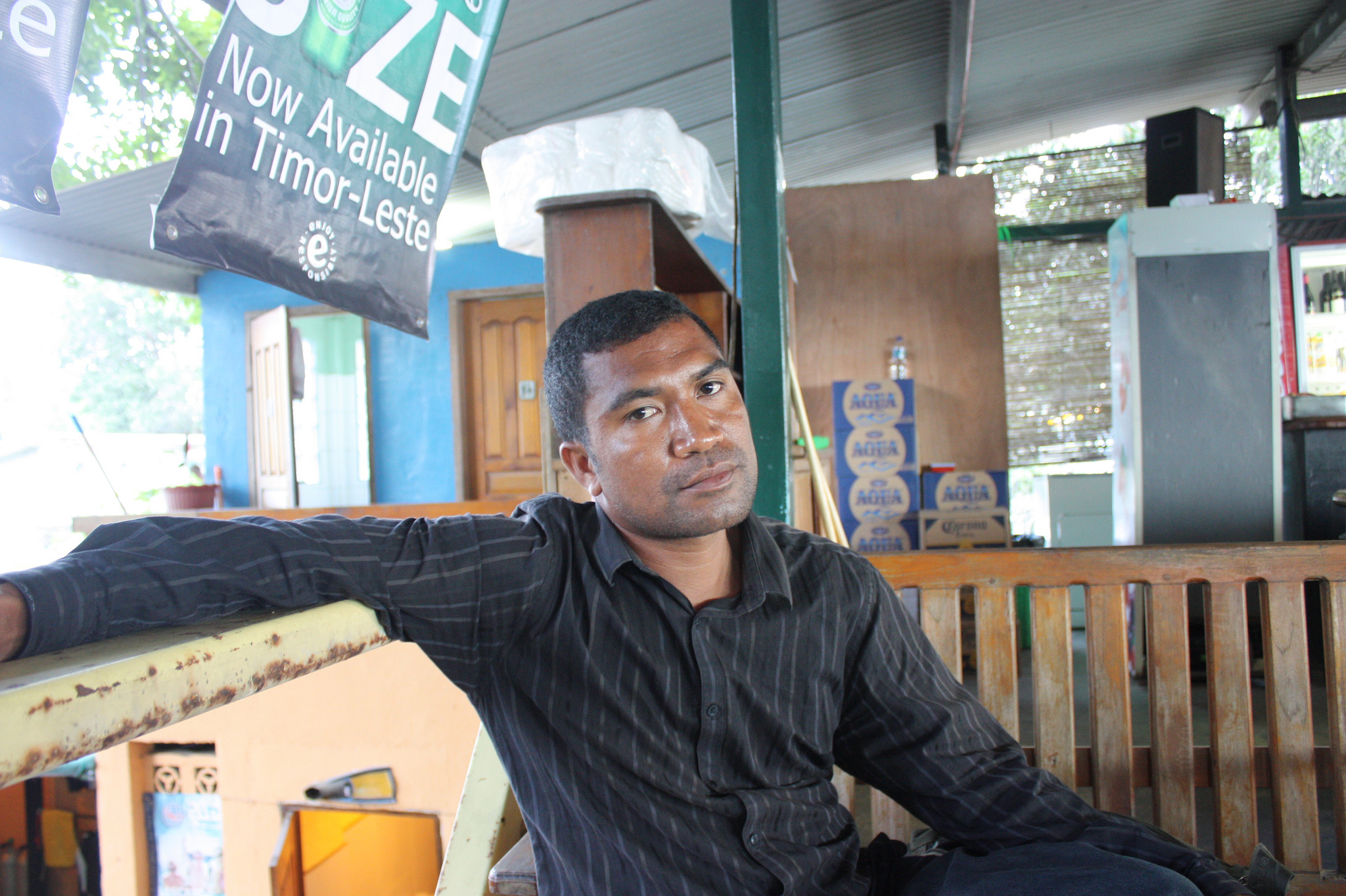
Der ehemalige Generalsekretär Osorio Lequi (Juli 2012)

Parteivorsitzender war zunächst Gabriel Fernandes. Generalsekretär war 2011 noch Osorio Lequi, der auch zur Führung der religiösen Gruppe Colimau 2000 gehört. Im Juli 2012 hatte er dieses Amt nicht mehr inne. 2022 war Matias Borromeu Generalsekretär. 2023 ist Agostinho Gomes Parteivorsitzender.

## Geschichte

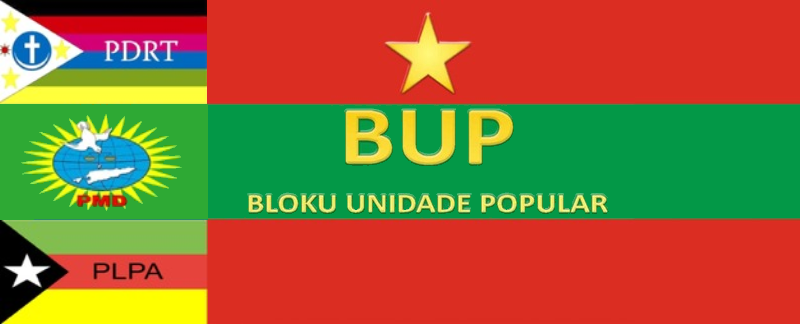
Flagge des BUP

Die Partei wurde am 15. September 2004 gegründet und am 8. November 2005 beim Justizministerium registriert.
Bei den Unruhen in Osttimor 2006 waren Mitglieder der PDRT beteiligt, darunter Generalsekretär Lequi. Zusammen mit einem Mob aus Jugendlichen griffen sie am 28. April 2006 Polizisten an und randalierten. Parteimitglieder gehörten zur Gruppe 594, die aus Familienmitgliedern und Sympathisanten der damals rebellierenden Soldaten unter Alfredo Reinado bestand.
Bei den Parlamentswahlen am 30. Juni 2007 erhielt die PDRT 1,86 % (7.718) der gültigen Stimmen und scheiterte damit an der Drei-Prozent-Hürde. Am meisten Unterstützung erhielt sie im Distrikt Bobonaro, wo sie 2.258 Stimmen (5,9 %) erhielt.
Im Juli 2007 schloss sich die PDRT mit fünf weiteren Parteien, die ebenfalls bei den Parlamentswahlen  an der Drei-Prozent-Hürde gescheitert waren zur Liga Democrática Progressiva LDP zusammen. Die LDP sollte für die ideologisch und im Programm sehr unterschiedlichen Parteien als politische Plattform außerhalb des Parlaments dienen.
Bei den Parlamentswahlen 2012 trat die PDRT mit der Partidu Liberta Povu Aileba (PLPA) in einer gemeinsamen Wahlliste an, die sich Coligação PLPA/PDRT nannte. Die Koalition scheiterte aber mit nur 4.012 Stimmen (0,85 %) an der Drei-Prozent-Hürde. Das beste Ergebnis erzielte sie wieder in Bobonaro mit 2,61 % der Stimmen.
Seit dem 30. Juli 2015 ist die PDRT Mitglied des Parteienbündnis Bloku Unidade Popular (BUP). Es handelt sich dabei um ein Wahlbündnis von inzwischen drei Parteien, die bei den Parlamentswahlen 2012 an der Drei-Prozent-Hürde scheiterten und bei den Parlamentswahlen 2017 mit einer gemeinsamen Liste antraten. Bei den Wahlen am 21. Juli 2017 erhielt der BUP schließlich 0,88 % und scheiterte damit an der Vier-Prozent-Hürde. Danach schloss sich der BUP dem Fórum Demokrátiku Nasionál (FDN) an.
Am 30. Januar stellte die PDRT Anacleto Bento Ferreira als Kandidaten für die Präsidentschaftswahlen in Osttimor 2022 auf. Er erhielt 2,03 % der Stimmen. In Ermera und Bobonaro hatten einige Unterstützer der PDRT beschlossen, für José Ramos-Horta zu stimmen, während sie in anderen Orten für Lere Anan Timur stimmten, erköärte später der Parteivorsitzende Agostinho Gomes.
Bei den Parlamentswahlen in Osttimor 2023 wollte die PDRT in einem Wahlbündnis mit der Associação Popular Monarquia Timorense (APMT) zusammen antreten, doch das Tribunal de Recurso erklärte das Bündnis für ungültig, da die PDRT die gesetzlichen Vorgaben als Partei nicht mehr erfülle und daher den Status als Partei entzogen bekam.